# Richard Windbichler
Richard Windbichler (ur. 2 kwietnia 1991 w Wiedniu) – austriacki piłkarz występujący na pozycji środkowego obrońcy. 

## Kariera sportowa
Od 2017 jest zawodnikiem koreańskiego klubu Ulsan Hyundai. Reprezentant młodzieżowych reprezentacji Austrii.